# Illana (Guadalajara)
Illana ist ein Ort und eine Gemeinde (municipio) mit 919 Einwohnern (Stand: 2024) im Südwesten der Provinz Guadalajara in der Autonomen Gemeinschaft Kastilien-La Mancha. Zur Gemeinde gehört u. a. die Neubausiedlung (Urbanización) Algarga.

## Lage und Klima
Illana liegt am Tajo, der die Gemeinde im Westen begrenzt, in einer Höhe von ca. 750 m in der Kulturlandschaft der Alcarria. Die Entfernung zur nordnordwestlich gelegenen Provinzhauptstadt Guadalajara beträgt ca. 53 Kilometer (Fahrtstrecke). Das Klima ist gemäßigt bis warm; Regen (ca. 534 mm/Jahr) fällt übers Jahr verteilt.

## Bevölkerungsentwicklung
| Jahr      | 1857 | 1900 | 1950 | 2000 | 2011 | 2021 |
| Einwohner | 1109 | 754  | 658  | 689  | 929  | 776  |

## Sehenswürdigkeiten
- Burg von Vállaga
- Kirche Mariä Himmelfahrt
- Marienkapelle

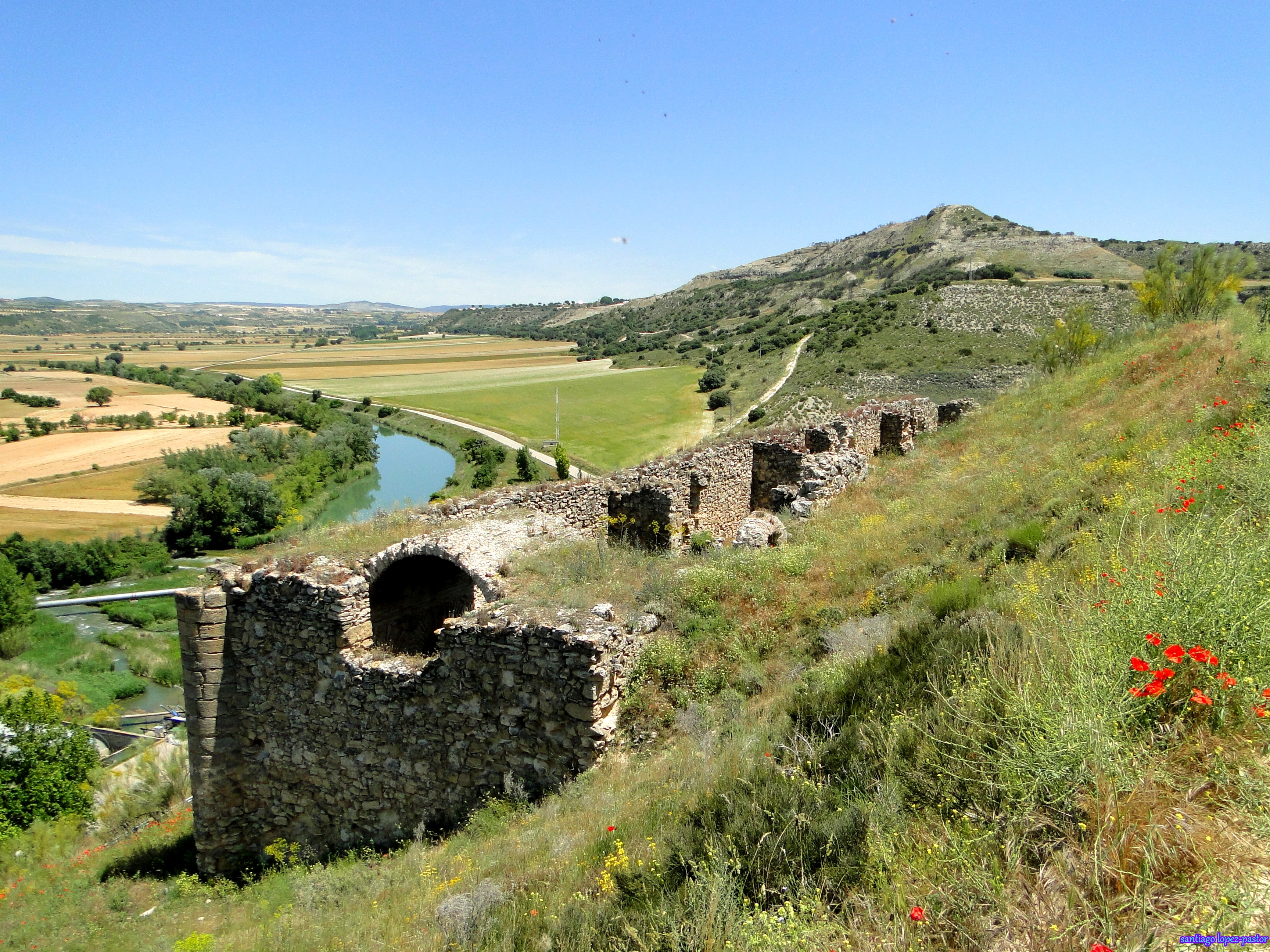
Burgruine von Vállaga
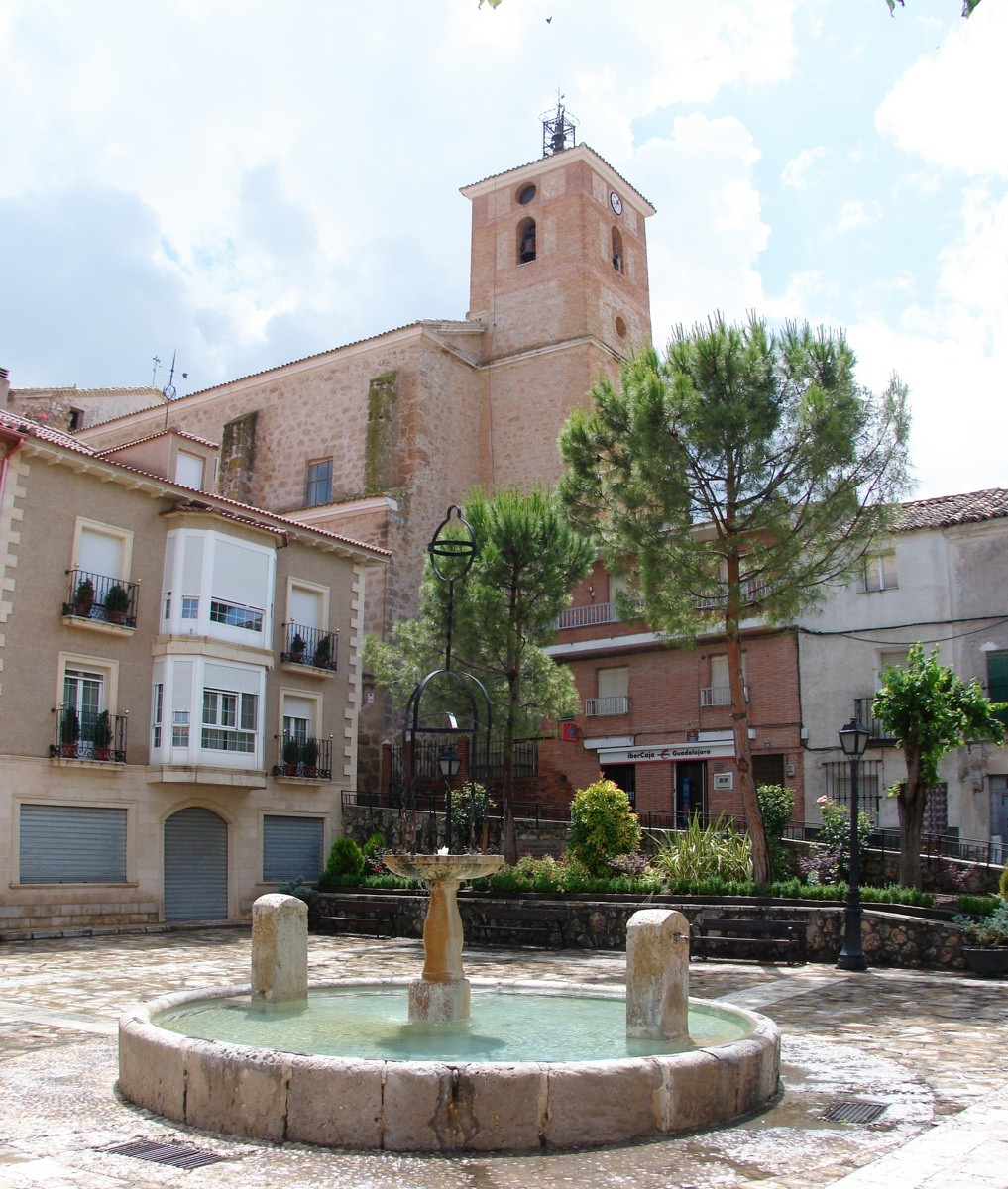
Kirche Mariä Himmelfahrt
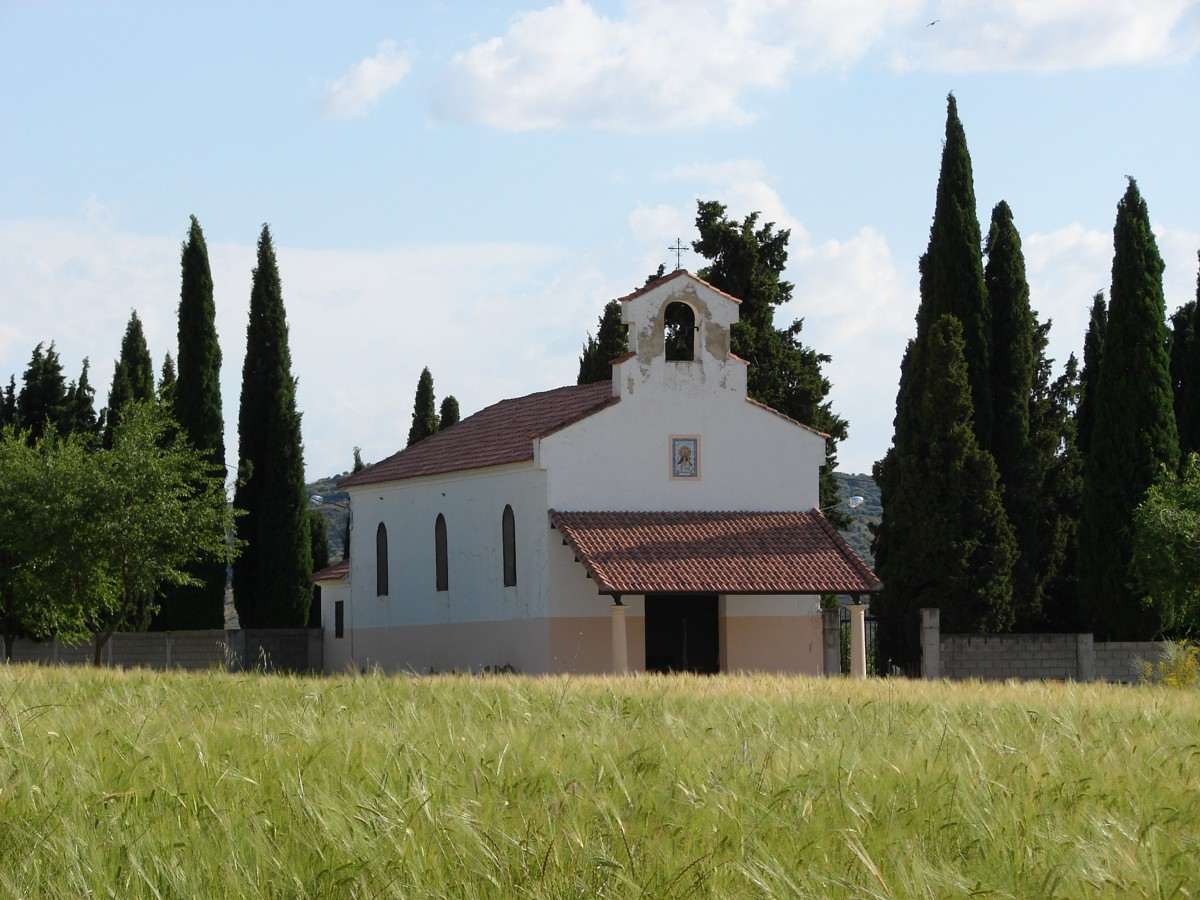
Marienkapelle